# Jure Košir
Jure Košir (Jesenice, 24. travnja 1972.) je bivši slovenski alpski skijaš.
Prvi međunarodni uspjeh ostvario je na Svjetskom prvenstvu za mlađe kategorije u norveškom Hemsedalu, kad je 1991. godine postao svjetski prvak u super-veleslalomu. Najveći uspjesi su mu bili kad je u sezoni 1993/1994. ostvario prvu skijašku pobjedu za samostalnu Sloveniju, te kada je na Zimskim igrama u Lillehammeru 1994. osvojio brončanu medalju u slalomu iza Thomasa Stangassingera i Alberta Tombe. Iste godine završio je kao trećeplasirani u poretku slaloma u Svjetskom kupu. Uspješan je bio i sljedeće sezone. U ukupnom poretku veleslaloma bio je drugi, u poretku slaloma treći, kao i u ukupnom poretku Svjetskog kupa. 
Do kraja karijere ostvario je još dvije slalomske pobjede. Jednu 6. siječnja 1999. na domaćem terenu u Kranjskoj Gori, a sljedeću nedugo potom u austrijskom Kitzbühelu. Tu je sezonu okončao na drugom mjestu u poretku slalomaša. Karijeru je završio nakon sezone 2005/2006.

## Pobjede u Svjetskom kupu
| Datum              | Skijalište           | Disciplina |
| ------------------ | -------------------- | ---------- |
| 20. prosinca 1993. | Madonna di Campiglio | Slalom     |
| 6. siječnja 1999.  | Kranjska Gora        | Slalom     |
| 24. siječnja 1999. | Kitzbühel            | Slalom     |

## Vanjske poveznice
- Ski-DB